# Das ist Mein Wort – Alpha und Omega
Das ist Mein Wort – Alpha und Omega – Das Evangelium Jesu – Die Christus-Offenbarung, welche inzwischen die wahren Christen in aller Welt kennen ist ein Buch von Gabriele Wittek, der Gründerin und „Prophetin“ der neuen religiösen Bewegung Universelles Leben.

## Entstehungsgeschichte
Das Buch basiert auf dem überarbeiteten neuzeitlich-apokryphen Evangelium des vollkommenen Lebens (englisch The Gospel of the Holy Twelve „Das Evangelium der zwölf Heiligen“) von Gideon Jasper Ouseley, das erstmals zwischen dem 30. Juli 1898 und dem 10. März 1901 als Fortsetzungsgeschichte in der Zeitung The Lindsey and Lincolnshire Star erschien und Motive aus dem Neuen Testament vegetarisch umdeutet. Das Buch ist trotz gegenteiliger Behauptungen im Vorwort nach Aussage von Andrew Linzey, anglikanischer Theologe und Professor an der Universität Oxford, ein neuzeitlich geschaffenes Werk ohne historisch belegbare Quellen. Auch Richard Alan Young, Professor für neutestamentliche Studien und John M. Gilheany bestreiten in ihren Studien die Authentizität des angeblichen Evangeliums. Young kommt zum Schluss, Ouseley habe das Werk lediglich zur Unterstützung des Tierschutzes und des Vegetarismus geschaffen.
Das von Wittek überarbeitete und erweiterte Werk entstand in den Jahren 1989/1990 zunächst in drei Teilen. Im Jahr 1991 wurde es dann in einem Band veröffentlicht, ursprünglich mit dem Titel Das ist Mein Wort. Α und Ω. Das Evangelium Jesu. Die Christusoffenbarung, welche die Welt nicht kennt.

## Inhalt
In seiner Struktur finden sich zahlreiche Parallelen zum Lukas-Evangelium. Nach der Zitierung einer Stelle des Evangeliums des vollkommenen Lebens findet sich die sich wiederholende Phrase „Ich, Christus, erkläre, berichtige und vertiefe das Wort“, an die anschließend Wittek selbst kommentiert. Das Buch erhebt somit den Anspruch, über der Bibel zu stehen, diese interpretieren und bei Bedarf auch korrigieren zu dürfen. Wittek, die sich als Prophetin versteht, behandelt die Bibel als „menschliche Fälschung“, die durch ihre eigene in diesem Buch erschienene Offenbarung ersetzt worden ist.
In dem Buch greift Wittek im Wesentlichen Aussagen und Heilsbotschaften aus dem Text von Ouseley auf und bezieht sie auf sich und das von ihr verkündete „Friedensreich“.
Inhaltlich wird das Manuskript um Stellen zur angeblichen Tierliebe Jesu, Reinkarnation und Genuss von Tierprodukten ergänzt und steht somit im Sinne der durch das Universelle Leben verbreiteten Ideologie.

## Bedeutung für das Universelle Leben
Das ist Mein Wort gilt als zentrales ideologisches Werk des Universellen Lebens. Dies ist analog zu der Stellung, die Gabriele Wittek innerhalb der Sekte hat. Die Medien des Universellen Lebens produzieren und senden zudem zahlreiche Lesungen des Buches, alternativ auch darauf aufbauende Gesprächsrunden und Meditationen. Das Buch wurde zur weltweiten Verbreitung in 14 Sprachen übersetzt und wird in Teilen (früher noch vollständig zur Missionierung) auch als kostenloser Download publiziert.

## Kritik
Im Buch Das ist Mein Wort finden sich mehrere Passagen, die von einigen Kritikern antisemitisch gewertet werden. Dies ist unter anderem Anlass für Diskussionen über eine mögliche antisemitische und/oder faschistische Ausrichtung des Universellen Lebens.
Ein ehemaliges Mitglied der Religionsgemeinschaft bezeichnet die Schrift als „Propagandaschrift zur Verherrlichung der Person von Gabriele Wittek und zur Bestätigung des von ihr gegründeten Werkes“. Christus werde zu einem „billigen Zuarbeiter“ für Gabriele Wittek degradiert.